# Joachim Caesar
Joachim Heinrich Ferdinand Caesar (* 30. Mai 1901 in Boppard; † 25. Januar 1974 in Kiel) war ein deutscher Agrarwissenschaftler, SS-Führer und Leiter der Landwirtschaftsbetriebe des KZ Auschwitz.

## Frühe Jahre
Caesar absolvierte nach dem Abschluss seiner Schullaufbahn ein Studium zum Diplom-Agronom an der landwirtschaftlichen Hochschule Bonn-Poppelsdorf sowie der Universität Halle. Seit 1922 gehörte er der Burschenschaft Alemannia Bonn an. Während seiner Studienzeit wurde Cäsar Mitglied im nationalliberalen Jungdeutschen Orden. Caesars Promotion zum Dr. sc. nat. erfolgte 1927 in Halle mit der Dissertation: Untersuchungen über den Einfluß der Triebkraft des Saatgutes und der Verteilung der Pflanzen auf Versuchsflächen auf den Ertrag und Versuchsfehler - Ein Beitrag zur Technik des Sortenversuchs. Nach Studienabschluss war Caesar die folgenden fünf Jahre als Versuchsringleiter und Lehrer an der Landwirtschaftsschule in Bad Oldesloe und danach kurzzeitig auf einem oberschlesischen Gut beschäftigt.

## Politische Tätigkeit
Zum 1. September 1931 trat Caesar der NSDAP (Mitgliedsnummer 626.589) und im selben Monat der SA bei. Er wechselte im Juni 1933 von der SA zur SS (SS-Nummer 74.704). In der Allgemeinen SS stieg er Ende Januar 1939 bis zum SS-Oberführer auf. Zudem gehörte er dem Verein Lebensborn an.
1932 wurde Caesar NSDAP-Ortsgruppenleiter in Bad Oldesloe und Gauredner für den NSDAP-Gau Schleswig-Holstein. Nach der „Machtergreifung“ fungierte er zunächst als Bürgermeister in Bramfeld/Holstein, das 1937 mit dem Groß-Hamburg-Gesetz Stadtteil von Hamburg wurde.
Caesar war ab 1934 zunächst als Rassefachberater beim SS-Oberabschnitt Nord sowie Hauptschulungsleiter beim SS-Abschnitt XV beschäftigt und wurde 1937 Rassereferent Nordwest. 1937 wurde er Leiter des Schulungsamtes im Rasse- und Siedlungshauptamt (RuSHA), das Anfang September 1938 dem SS-Hauptamt unterstellt wurde. Reichsführer SS Heinrich Himmler bemängelte schließlich Caesars zu großen „Intellektualismus“ und wollte ihn von dieser Funktion entbinden, was Kompetenzstreitigkeiten mit dem Leiter des RuSHA Walther Darré zur Folge hatte. Einem Rücktrittsgesuch von Darré im Februar 1938 entsprach Himmler schließlich, Caesar verblieb in seiner Funktion. Caesar, verantwortlich für die SS-Leithefte und den „rassepolitischen“ Unterricht, beklagte im Januar 1939 die geringe Bereitschaft der SS-Männer an den Schulungen teilzunehmen: „Allmählich machte sich bei den Männern eine Ermüdung diesen Themen gegenüber bemerkbar, und so wurde die Schulung ausgedehnt auf die Grundlagen des nationalsozialistischen Weltanschauungsbildes.“ Ab Oktober 1939 war er in dieser Funktion „Inspekteur für die weltanschauliche Schulung“.
Von Mai bis Oktober 1940 wurde Caesar in die Waffen-SS eingezogen und wurde während dieses Zeitraums von seinem Stellvertreter Karl-Heinz Bürger als Leiter des Schulungsamtes vertreten. Im März 1941 nahm Caesar an der Eröffnung des Instituts zur Erforschung der Judenfrage von Alfred Rosenberg in Frankfurt teil. Ab Anfang August 1941 war er im Ergänzungsamt der Waffen-SS tätig. Bei der Waffen-SS erreichte er als „Fachführer“ am 30. Januar 1944 den Rang eines SS-Obersturmbannführers.

## Pflanzenversuchsstation im KZ Auschwitz
Mitte Februar 1942 wurde er zudem Beauftragter für landwirtschaftliche Sonderaufgaben im SS-Wirtschafts- und Verwaltungshauptamt (SS-WVHA) und zum Leiter der Gruppe Züchtung. Caesar, der sich seit Februar 1942 im KZ Auschwitz aufhielt, wurde zudem ab dem 12. März 1942 zum Leiter der Landwirtschaftsbetriebe im KZ Auschwitz. Im Auschwitzer Nebenlager Rajsko unterstand Caesar neben dem Bereich Landwirtschaft und Viehzucht auch die Pflanzenversuchsstation (Koksaghyz-Züchtung zur Kautschukerzeugung) bis zur Evakuierung des Lagers im Januar 1945. In diesen Funktionen unterstand Caesar in Auschwitz nicht der Lagerkommandantur, sondern Heinrich Vogel, der im SS-WVHA das Amt W-V (Land-, Forst- und Fischwirtschaft) leitete. Caesar gehörte zu den ranghöchsten SS-Führern in Auschwitz.
Da der strategische Rohstoff Kautschuk kriegsbedingt verknappt war, wurde der Kautschukforschung höchste Priorität eingeräumt. So wurde Heinrich Himmler von Adolf Hitler im Juli 1943 zum „Sonderbeauftragten für Pflanzenkautschuk“ ernannt. Bei seiner zweiten und letzten Visite vom 17. bis 18. Juli 1942 im KZ Auschwitz ließ Himmler der Pflanzenversuchsstation großes Interesse zukommen. Neben der aufwendigen Herstellung von synthetischem Kautschuk sollte zusätzlich die Herstellung von Kautschuk aus russischem Löwenzahn (Taraxacum bicorne) erforscht werden. Nachdem 1942 die SS Saatgut der Pflanze in der Sowjetunion erbeutet hatte, wurden unter der Leitung Caesars Versuche auf einem Landwirtschaftsbetrieb und Nebenlager des KZ Auschwitz durchgeführt. In dem „Pflanzenzuchtkommando“ arbeiteten mindestens elf Häftlinge (Biologinnen) und 25 Hilfskräfte. Im Verlauf des Krieges soll das „Pflanzenzuchtkommando“ personell jedoch immer weiter aufgestockt worden sein. Susanne Heim zufolge arbeiteten dort noch Anfang 1945 über 150 weibliche Häftlinge, die aus dem KZ Ravensbrück überstellt worden waren, zusätzlich waren russische Wissenschaftler dort interniert.
Während der im Lagerbereich des KZ Auschwitz grassierenden Flecktyphusepidemie im Herbst 1942 starb auch die Ehefrau Caesars am 10. Oktober 1942, er selbst erkrankte ebenfalls an Typhus. Wahrscheinlich aufgrund dieser Situation erreichte er die Verlegung der Häftlinge der Pflanzenversuchsstation vom Birkenauer Frauenlager in das Stabsgebäude des KZ Auschwitz. Im Nebenlager Rajsko selbst waren diese Häftlinge erst ab Juni 1943 in zwei Häftlingsunterkünften untergebracht bei wesentlich besseren Lebens- und Versorgungsbedingungen als im Stammlager oder Birkenau. Infolge dieser Verlegung ergab sich, wie Caesar im Januar 1944 in einem Bericht anmerkte, „eine Handhabe der disziplinären Erziehung des Kommandos [...], die darin besteht, daß jederzeit bei Undisziplin eine Rückversetzung unter die weitaus schwierigeren Lebensbedingungen des Stammlagers möglich ist.“ Caesar heiratete nach dem Tod seiner Frau im Dezember 1943 erneut. Seine zweite Ehefrau und Assistentin Ruth (geb. Weinmann) war Diplomchemikerin. Sie ließ sich die Doktorarbeit von einem weiblichen Häftling in Rajsko schreiben. Mit seiner Familie lebte Caesar in Auschwitz. Bei der Familie mit drei Kindern waren zwei als Bibelforscherinnen klassifizierte Häftlingsfrauen als Haushaltshilfen eingesetzt.
Nach der Auflösung des KZ Auschwitz wickelte Caesar seine Dienststelle ab. Die Pflanzenzuchtstation wurde samt den russischen Wissenschaftlern nach Büschdorf verlegt und die weiblichen Häftlinge des Pflanzenzuchtkommandos in das KZ Ravensbrück.

## Nach Kriegsende
Im April 1945 wurde Caesar durch Angehörige der US-Armee festgenommen und war danach bis Januar 1949 interniert. Während der Internierung verfasste er 1946 in Nürnberg eine Schrift mit dem Titel „Der landwirtschaftliche Großbetrieb. Aufbau und Bewirtschaftung“. In einem Spruchkammerverfahren wurde Caesar im Januar 1949 als belastet und bald darauf als minder Belasteter entnazifiziert. Caesar wurde nach Kriegsende juristisch nicht belangt. Seine Entlassung aus US-Internierung erfolgte, nachdem auch in Polen kein Strafverfahren gegen ihn eingeleitet worden war. Verschiedene Autoren und Zeitzeugen haben immer wieder die relativ humanen Lebens- und Arbeitsbedingungen in den von ihm geleiteten Einrichtungen und Laboratorien in Auschwitz hervorgehoben. Zur Charakterisierung Caesars differieren die Einschätzungen von Auschwitzüberlebenden. Während beispielsweise Maria Ossowski ihn als „Schutzengel“ und „Retter“ bezeichnete, habe er laut Stanislawa S. die Häftlinge nur als Arbeitsmaterial betrachtet. Viele der überlebenden Frauen attestierten Caesar eine rücksichtsvolle Behandlung ihnen gegenüber. Eine wichtige Rolle bei der Rettung von KZ-Häftlingen insbesondere jüdischer Herkunft spielte Caesars Sekretärin Anni Binder (Tschechoslowakin und katholische Christin, später Anna Urbanova), die in verschiedenen Publikationen erwähnt wird, unter anderem in Arno Lustigers Buch Rettungswiderstand und in Arieh Baumingers The Righteous Among the Nations, das die in Yad Vashem ausgezeichneten Gerechten unter den Völkern auflistet, die im Zweiten Weltkrieg Juden retteten. Urbanova hat ihren damaligen Chef Caesar später als strammen Nazi und typischen „Herrenmenschen“ beschrieben, der aber niemals Häftlingen gegenüber gewalttätig geworden sei und sie und jüdische Häftlinge häufiger vor dem Zugriff anderer SS-Leute geschützt habe. Laut dem Caesar seinerzeit unterstellten Angehörigen der Auschwitzer Lager-SS Gerhard Hess habe auch Caesar „die Verbrechen in Auschwitz völlig gebilligt und nichts dagegen unternommen“.
Caesar betrieb ab 1951 eine Wäscherei in Konstanz und starb im Januar 1974 in Kiel. Anfang der 1970er Jahre verfasste Caesar noch seine Memoiren, die jedoch bis heute unveröffentlicht sind.
Joachim Caesar wurde bei zwei wichtigen Strafprozessen der Nachkriegszeit als Zeuge befragt:
- 28. Juni 1947: Nuremberg Military Trial (NMT) No. 4.: USA vs. Oswald Pohl et al. (Prozess über das Wirtschafts- und Verwaltungshauptamt der SS), Zeuge der Verteidigung (3639–3652).[27][28]
- 5. März 1964: Frankfurter Auschwitzprozess: 23. Verhandlungstag, Befragung als Zeuge.[29][30]

Die Befragung des Zeugen Caesar im Frankfurter Auschwitzprozess wurde von Peter Weiss in seinem Oratorium „Die Ermittlung“ dramatisch verarbeitet, speziell im Abschnitt „Gesang vom Ende der Lili Tofler“, wo Caesar als „Zeuge 1“ auftritt. Lili Tofler war als Häftling Mitarbeiterin von Caesar im Laboratorium Rajsko gewesen, ihr Schicksal war unter anderem Gegenstand der Vernehmung Caesars. Hermann Langbein benutzt die Schreibweise Lilly Toffler. Der Auschwitzüberlebende Josef Gabis berichtete dem Schwurgericht, dass er die Leiche Tofflers im Hof des Block 11 im Stammlager von Auschwitz gesehen hätte. Toffler sei aufgrund eines bei ihr gefundenen Liebesbriefes erschossen worden, der an ihn gerichtet war. Kurz danach soll er erfahren haben, dass Wilhelm Boger seine Freundin erschossen hatte.

## Barockgarten

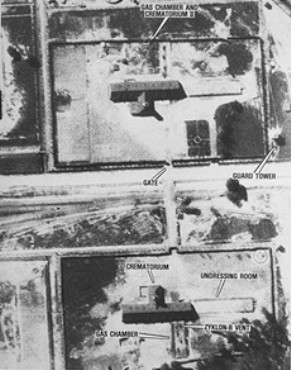
Luftbild vom 25. August 1944

Am 25. August 1944 nahmen US-Aufklärungsflugzeuge Fotos des Vernichtungslagers Auschwitz-Birkenau auf. Auf ihnen ist direkt in Sichtweite der Gaskammern und Krematorien ein seltsamer Barockgarten zu sehen, der die Form eines „kosmischen Gartens“ hat. Offenbar wurde er von Caesars Kommando auf Initiative von Anni Binder angelegt. Er wurde im Jahr 2000 in Hamburg von einem US-amerikanischen Künstler, Ronald Jones, im Julius-Kobler-Weg in Hamburg neu angelegt und „Caesar's Cosmic Garden“ genannt.